# Mencius
Pour les articles homonymes, voir Mengzi (homonymie).
Mencius,, de son nom personnel Meng Ke (chinois simplifié : 孟轲 ; chinois traditionnel : 孟軻 ; pinyin : Mèng Kē), ou Meng Zi (chinois : 孟子 ; pinyin : Mèng zǐ), est un penseur chinois confucéen ayant vécu aux alentours de 380 av. J.-C.-289 av. J.-C.
Mencius aurait étudié auprès d'un disciple de Zi Si, petit-fils de Confucius. Se posant en défenseur des stricts enseignements du maître, il a combattu sans relâche les « hérésies extrémistes » des disciples de Mo Zi et de Yang Zhu. Sillonnant la Chine chaotique des Royaumes combattants à la recherche d'un sage-roi capable de restaurer la paix, il a rencontré un grand nombre de princes de cette époque et leurs entretiens sont consignés dans le livre qui porte son nom, le Mencius, l'un des Quatre Livres formant, avec les Cinq Classiques, le corpus néo-confucianiste tel que défini par Zhu Xi, le grand réformateur des Song. Il est appelé 'Maeng-ja' en Corée, et 'Môshi' au Japon.

## Parcours
Bien qu'il soit considéré traditionnellement comme son continuateur le plus orthodoxe, Mencius adapte aux réalités de son temps les enseignements de Confucius. Il utilise des arguments polémiques et défend que l'homme est né avec un sens moral inné (良知), les circonstances seules l'empêchant de révéler cette bonté naturelle. Xun Zi, autre grand confucianiste pré-impérial, défendra l'inverse un peu plus tard.
On raconte que la mère de Mencius déménagea trois fois pour trouver un voisinage convenable à l'éducation de son fils. Dans le quartier des fossoyeurs, Mencius enfant creusait des tombes miniatures, dans celui des abattoirs, il tuait les petits animaux ; ils finirent par s'installer près d'une école. 
Une autre anecdote tout aussi édifiante dans la carrière du jeune Mencius est souvent racontée aux enfants en Asie du Sud-Est. Un jour, sa mère, ayant élu domicile dans un endroit « convenable » pour l'éducation de son fils, était à son ouvrage — un métier à tisser. Elle vit le jeune garçon rentrer de l'école plus tôt que prévu. Sans mot dire, elle prit les ciseaux et coupa le beau morceau de tissu qu'elle était en train de réaliser. Le jeune Mencius lui demanda pourquoi ce geste de destruction d'un si bel ouvrage ! Ce à quoi sa mère rétorqua : « C'est exactement ce que tu es en train de faire ! » Aussitôt, l'enfant se confondant en excuses, retourna à l'école et devint le grand philosophe Mencius.

## Œuvre
Les enseignements de Mencius, présentés sous forme de dialogues, sont réunis dans un ouvrage en sept livres dont chacun porte le titre du principal interlocuteur, prince ou disciple. L'ouvrage a été traduit plusieurs fois en français, notamment par Guillaume Pauthier (1862), Séraphin Couvreur (1895), André Lévy (2003).
La pensée de Mencius s'arc-boute sur l'idée que la nature de l'homme est fondamentalement bonne. La preuve de cette bonté, Mencius la voit dans le fait que tout un chacun tentera spontanément d'aider un enfant en détresse tombé dans un puits : « Tout homme est doté d’un cœur qui ne supporte pas la souffrance d’autrui. (…) Ce qui nous fait affirmer que tout homme est doué de compassion, c’est que toute personne qui apercevrait aujourd’hui un petit enfant sur le point de tomber dans un puits, éprouverait en son cœur panique et douleur, non pas parce qu’il connaîtrait ses parents, non pas pour acquérir une bonne réputation auprès des voisins ou amis, ni non plus par aversion pour les hurlements de l’enfant. » En voici une traduction légèrement différente : « Tout homme a un cœur qui réagit à l'intolérable. [...] Supposez que des gens voient soudain un enfant sur le point de tomber dans un puits, ils auront tous une réaction d'effroi et d'empathie qui ne sera motivée ni par le désir d'être en bons termes avec les parents, ni par le souci d'une bonne réputation auprès des voisins et amis, ni par l'aversion pour les hurlements de l’enfant. » Selon Mencius, la compassion ou l’incapacité de supporter la souffrance de l’autre est la manifestation de la morale innée.
La moralité est pour Mencius ce qui distingue l'humain de l'animal : « sans un cœur qui compatit à autrui, on n'est pas humain ; sans un cœur qui éprouve la honte, on n'est pas humain ; sans un cœur empreint de modestie et de déférence, on n'est pas humain ; sans un cœur qui distingue le vrai du faux, on n'est pas humain ». Pour préserver son statut humain, l'homme doit se consacrer aux idéaux de la morale. Selon Mencius, mieux vaut sacrifier sa vie que transgresser la vertu.
La nature de l'homme, supposée bonne, n'a pas, pour autant, vocation à tendre vers l’amour universel tel que prôné par l’école moïste fondée par Mozi, que Mencius critique fortement. La bonté de l’homme est un facilitateur du confucianisme. À ce titre, son expression doit tenir compte respectueusement des hiérarchies de la société : elle ne doit pas transcender l’ordre social au nom d’un « amour pour tous », qui se caractériserait par une uniformité universelle.

## Éducation
La conception de l'éducation de Mencius se base sur sa vision de la nature humaine. Dans la pensée de Mencius, l'éducation vise le perfectionnement personnel par la culture des vertus innées : l'humanité, intégrité, respect des rites et sagesse. Le but de l'éducation est de conserver, cultiver sa bonté naturelle, et si l’on la perdait, chercher à la retrouver.
Mencius tire une conclusion importante de sa conviction en la bonté de la nature humaine en matière d'éducation : Mencius pense qu'il est inutile, voire contre-productif de contraindre la nature humaine dans l'éducation des enfants et des adolescents. Il faut travailler le sens moral, mais sans chercher à le redresser, ne pas laisser son cœur oublier ce sens moral, mais sans vouloir l’aider à pousser, et surtout ne pas faire comme l’homme de Song. Un homme de Song, se désolant de ne pas voir ses pousses grandir assez vite, eut l’idée de tirer dessus. Rentré chez lui en toute hâte, il dit à ses gens : « Je suis bien fatigué aujourd’hui, j’ai aidé les germes à pousser ». Sur ce, son fils se précipita pour aller voir le champ, mais les pousses avaient déjà séché.
Dans le monde, rares sont ceux qui n’aident pas les germes à pousser. Ceux qui abandonnent, persuadés que c’est peine perdue, sont ceux qui négligent de cultiver les pousses ; mais ceux qui forcent la croissance sont ceux qui tirent les pousses, effort non seulement inutile, mais nuisible.
Pour Mencius, il faut bien sûr travailler et faire des efforts pour apprendre des savoirs et apprendre à être un homme meilleur, animé par le sens du juste et le sens de l'humain. Mais rien ne sert de vouloir précipiter notre développement et nous contraindre tout de suite à devenir savant et sans défaut moral. Ce développement se poursuit de lui-même, un peu comme une plante croît et s'épanouit d'elle-même. Vouloir forcer l'enfant à être parfait tout de suite, c'est comme tirer sur les plants de blé pour les faire pousser plus vite ! Le seul résultat sera de gâcher l'éducation de l'enfant tout comme l'idiot de Song gâche sa récolte.
Parmi les principes de l'éducation morale mencienne on trouve : préserver sa bonté naturelle, maitriser ses désirs matériels, chercher ses défauts afin de s'améliorer, se repentir et se corriger si on a commis une faute, développer la grandeur naturelle de l’âme et la volonté.

## Le Mal chez Mencius
Mencius rend également compte des mauvais côtés de la nature humaine. Pour lui, la cause du mal en l’humain est son inconscience de l’existence de sa bonté ou son développement insuffisant et non pas la nature première de l’homme. La morale consiste donc dans la prise de conscience de cette nature première. Pour Mencius comme pour tous les confucéens, le Mal n'existe pas en soi, car il n’est que l’absence du Bien.

## La politique morale
Mencius juge que les problèmes politiques de son époque sont provoqués par le fait que les rois ne croient plus à la vertu comme source de pouvoir. Il pense que la solution à ces problèmes réside dans un gouvernement bienveillant et dans un état qui adopte la politique morale. Celui-ci aurait comme objectif premier d'assurer le bien-être des gens et de gagner leur cœur. Pour lui, un souverain qui ne pense qu'à ses intérêts personnels ne fait que pousser le peuple à agir de même, ce qui finit par mettre l'État en ruine. Bien qu'il ne nie pas que l'homme soit prédisposé au désir, il dit cependant que les humains ne devraient pas permettre à ces plaisirs de prendre une plus grande importance que l'humanité et la droiture. Avec ce principe en tête, Mencius arrive à la conclusion que si le roi gouverne avec vertu, ses subalternes agiront de même et l'état en profitera grandement.
Mencius attribue la source de la légitimité des souverains au peuple. Cependant le peuple ne fait qu'exprimer le Mandat du Ciel. Si le roi est agréé par le Ciel, le peuple se tourne naturellement vers lui. Par conséquent, si le souverain n’est pas digne de son mandat, le peuple a le droit de le renverser et même de le tuer, selon Mencius. 
Selon lui, si un roi voulait réellement gouverner avec sagesse, celui-ci se devait de mettre l'éducation des bonnes valeurs de sa population au centre de ses priorités. Mencius pensait également que faire la paix serait dans l'intérêt des souverains, car si ceux-ci arrivaient à mettre leurs différends de côté et se concentraient plutôt sur leur population, ils pourraient alors créer des programmes éducatifs qui rendraient le peuple bon. Il fut un parmi tant d'autres à essayer de promouvoir la paix au lieu de la guerre aux différents monarques, mais pas un seul d'entre eux ne vit l'intérêt de déposer les armes en premier. Ceux-ci avaient toujours une excuse justifiant le fait qu'ils n'adopteraient pas le confucianisme et qu'ils ne mettraient pas fin aux guerres.
Après s'être rendu compte que sa quête était en vain et qu'il ne réussirait pas à convaincre les rois de faire la paix, Mencius se concentra plutôt sur l'éducation des étudiants de son école privée.